# Schramberg
Schramberg este un oraș din landul Baden-Württemberg, Germania.